# Alizée Dufraisse
Alizée Dufraisse (Peçac de Bordèu, 13 de juny de 1987) és un escaladora professional occitana. Viu a Ais de Provença. Va començar a escalar amb set anys. El 2003, va escalar per primer cop el grau 8a (5.13b).
El 2008, va ser medalla d'or al campionat francès. El 2009, va guanyar la competició de boulder al Rock Master d'Arco. El 2010, va guanyar una medalla de bronze al Campionat d'Europa d'Imst en la prova de dificultat.
Fou la quarta dona en escalar una via de 9a (5.14d) o superior quan va escalar La Reina Mora, a Siurana, el gener de 2012. Fins llavors, La Reina Mora només només l'havien escalat Ramon Julian Puigblanque, Daniel Andrada i Nicolas Favresse. Practica també altres esports, com el el salt de perxa.